# IC 704
IC 704 — галактика типу NF (в процесі підтвердження) у сузір'ї Чаша.
Цей об'єкт міститься в оригінальній редакції індексного каталогу.